# Ботунец 2
 Тази статия е за квартала в София.  За езерото вижте Смърдана (езеро).  
Жилищен комплекс „Ботунец 2“ е малък квартал в град София, България, разположен в район „Кремиковци“, на 16,4 километра източно от центъра на града.
Намира се северно от язовир „Ботунец“, като е почти изцяло ограден от квартал „Ботунец“, а на югоизток граничи с невключени в определен квартал територии.